# Invermoriston
Invermoriston est un petit village situé au carrefour de la route A82 qui longe la rive nord du Loch Ness et de la A887 qui longe la rivière Moriston (en).
Les villes ou villages les plus proches sont Fort Augustus à 11 km au sud ouest et Drumnadrochit à 23 km au nord est.
Ce hameau est bien équipé : hôtel, restaurant, magasin, une saboterie pour accueillir les touristes qui attirés par son cadre pittoresque viennent admirer les cascades de la rivière Moriston qui se fraie un passage entre des rochers imposants enjambés par le vieux pont construit en 1813 sous la direction de Thomas Telford. Constitué de deux arches dont la pile centrale s'appuie sur un énorme rocher, on peut le franchir bien que certaines petites parties aient été endommagées par des déprédateurs. Tout près, c'est un nouveau pont, avec une seule arche, construit en 1930, qui permet à la A82 de franchir la rivière
On peut aussi y suivre des sentiers au milieu d'une nature exubérante, se promener jusqu'à la maison d'été qui surplombe le torrent, monter jusqu'au sommet du Sròn na Muic qui culmine à 476 mètres d'où l'on a un point de vue sur l'étendue du Loch Ness, observer les vaches highlands et, peut être, des enfants qui s'amusent en sautant dans des marmites du diable.

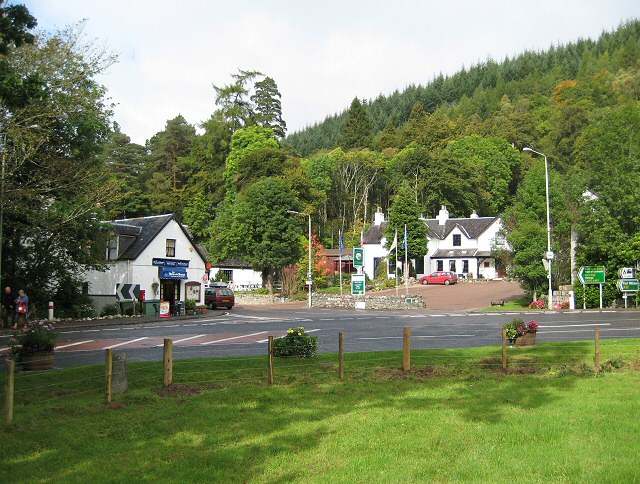
Invermoriston au carrefour de la A 82 et de la A887
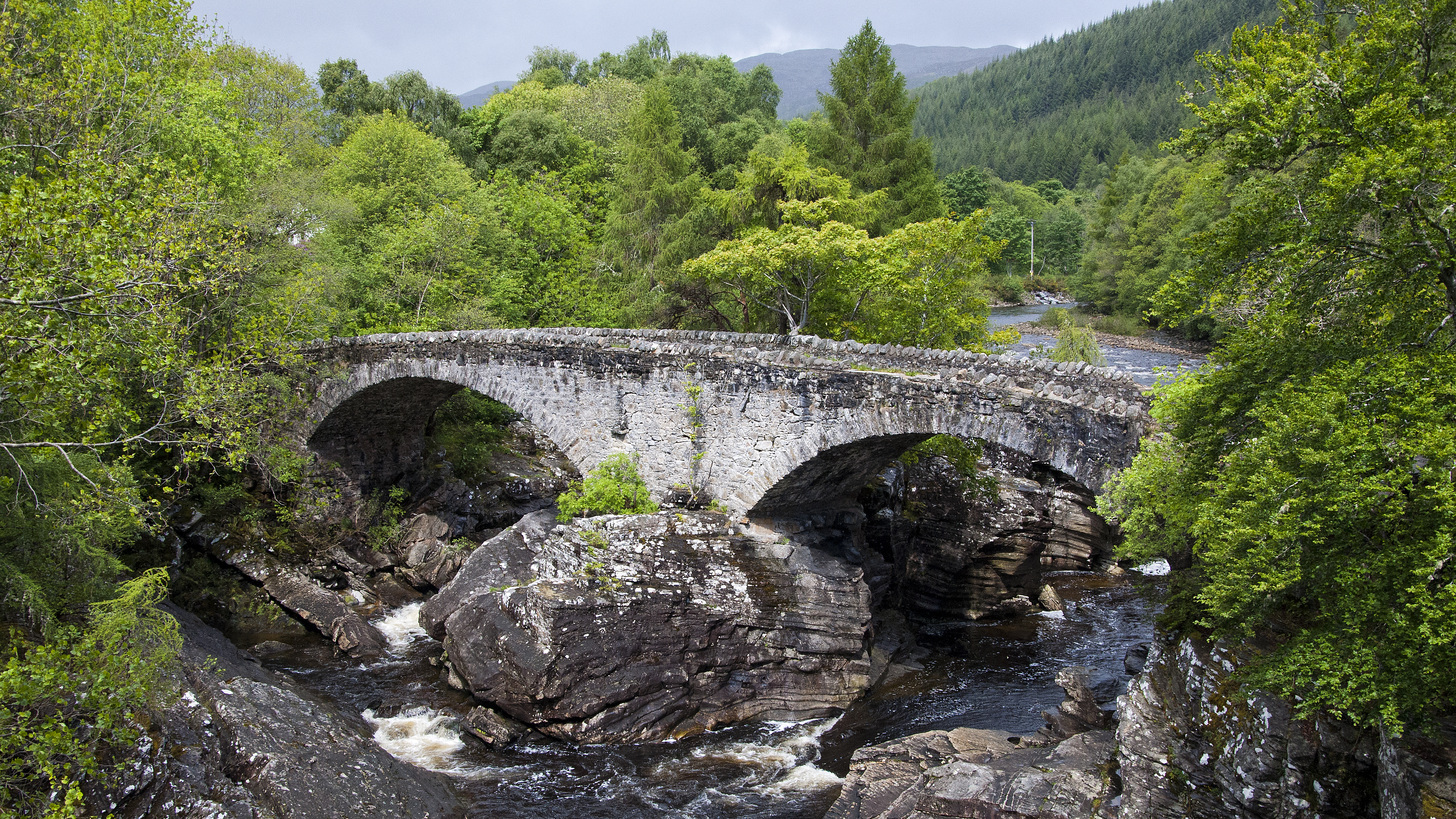
Le vieux pont conçu par Thomas Telford en 1813
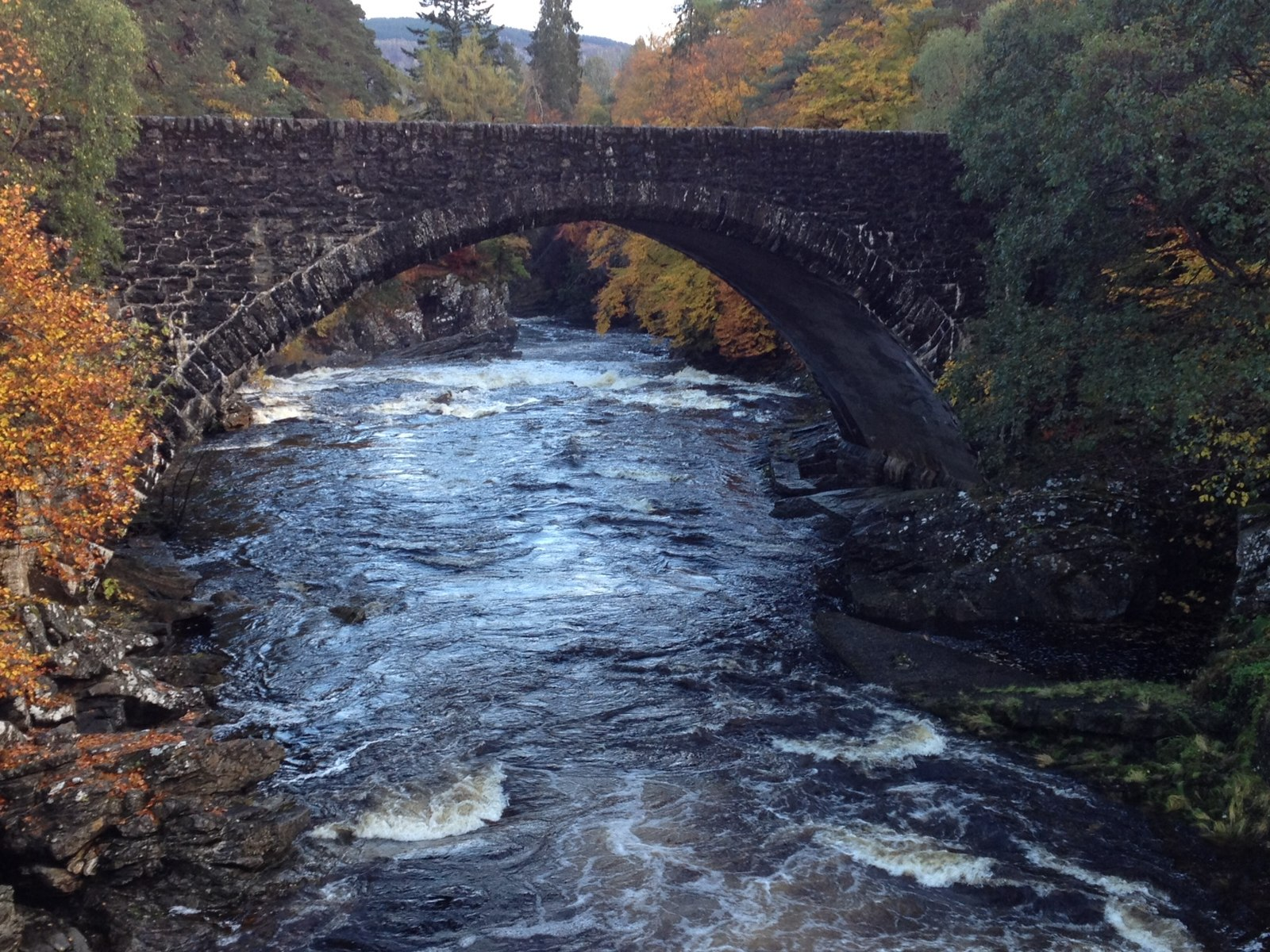
Le nouveau pont construit en 1930 en aval de l'ancien d'où il a été photographié
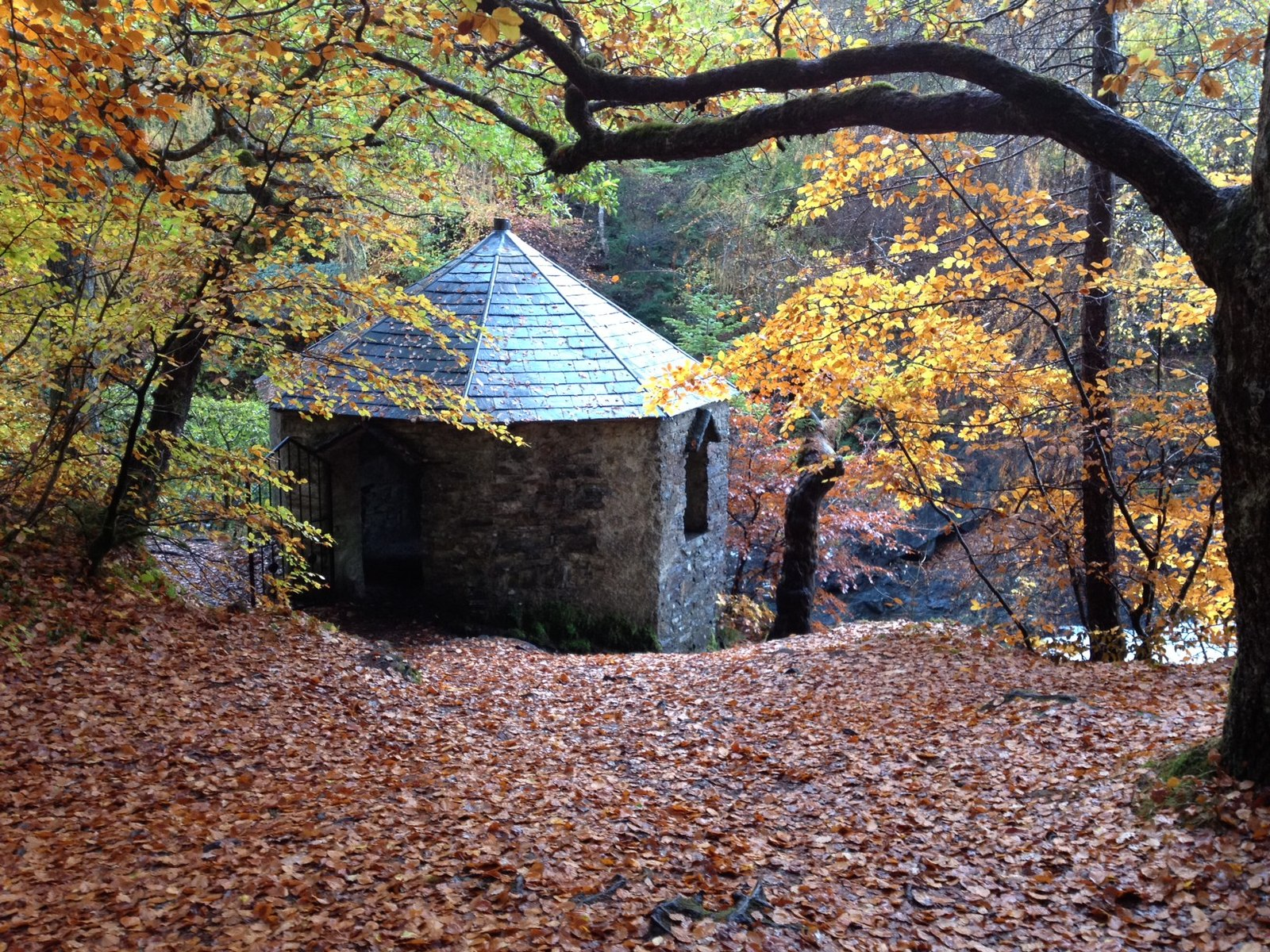
La maison d'été
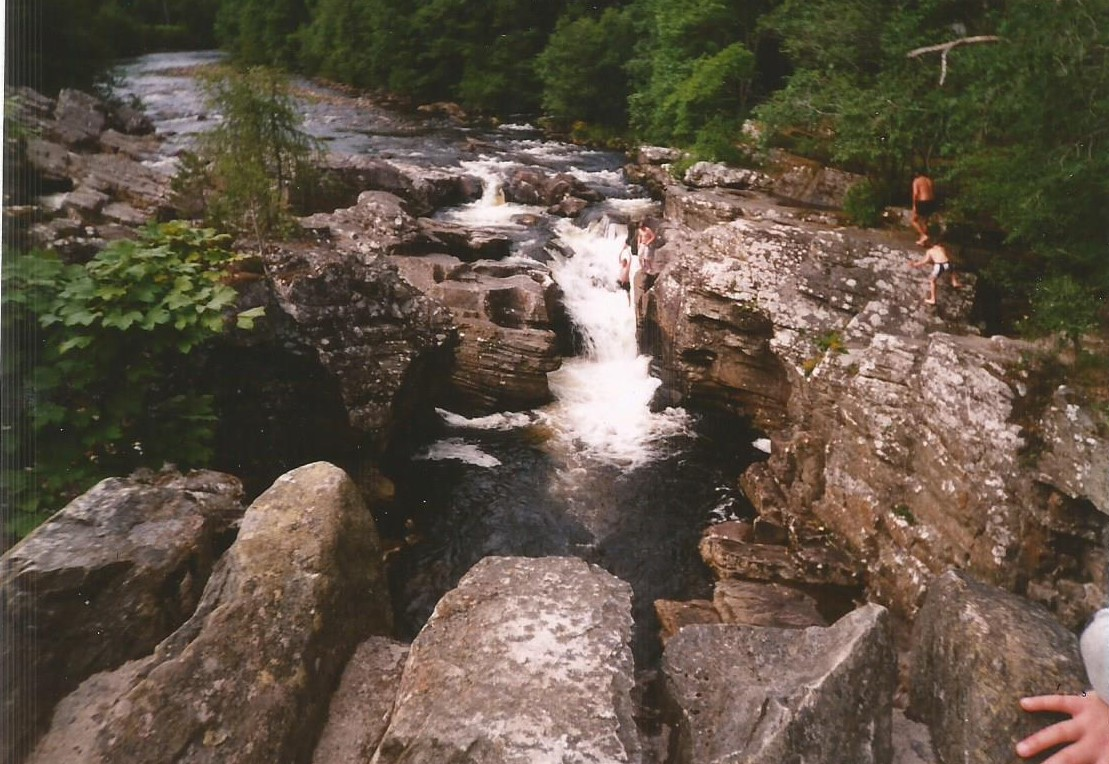
Enfants sautant dans une marmite du diable à Invermoriston
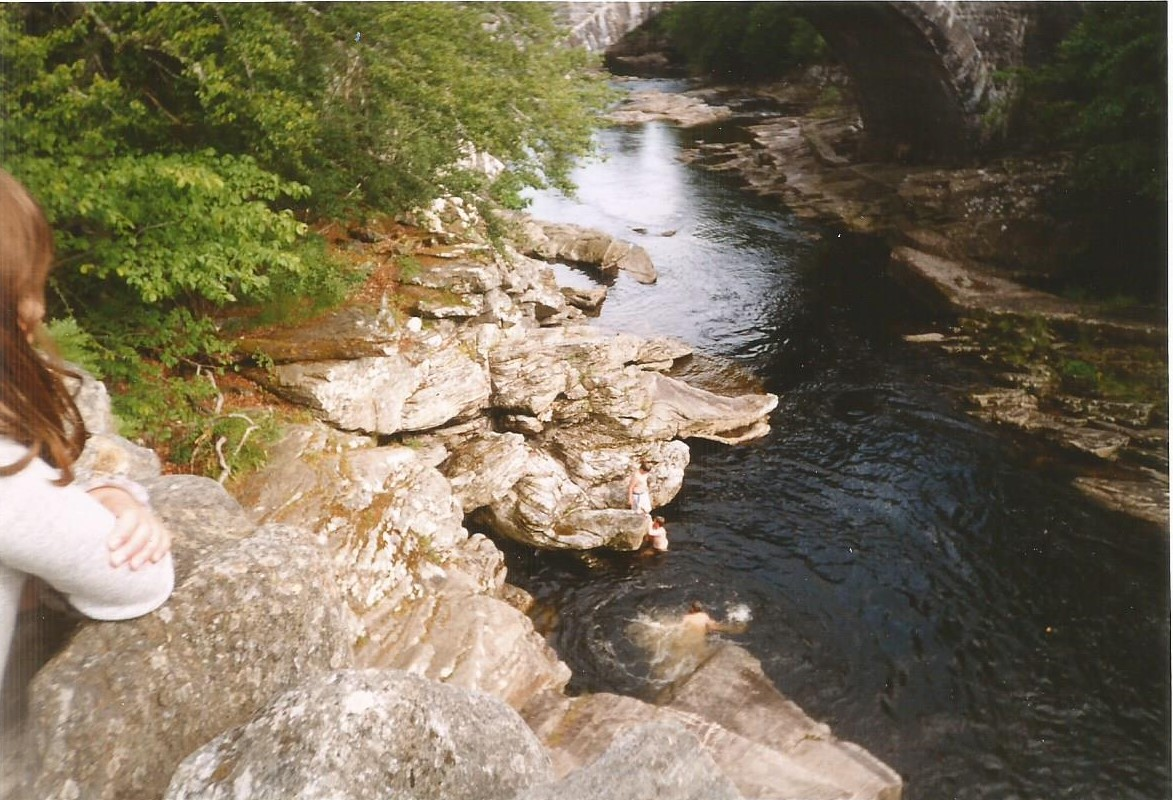
Enfants se baignant dans une marmite du diable à Invermoriston
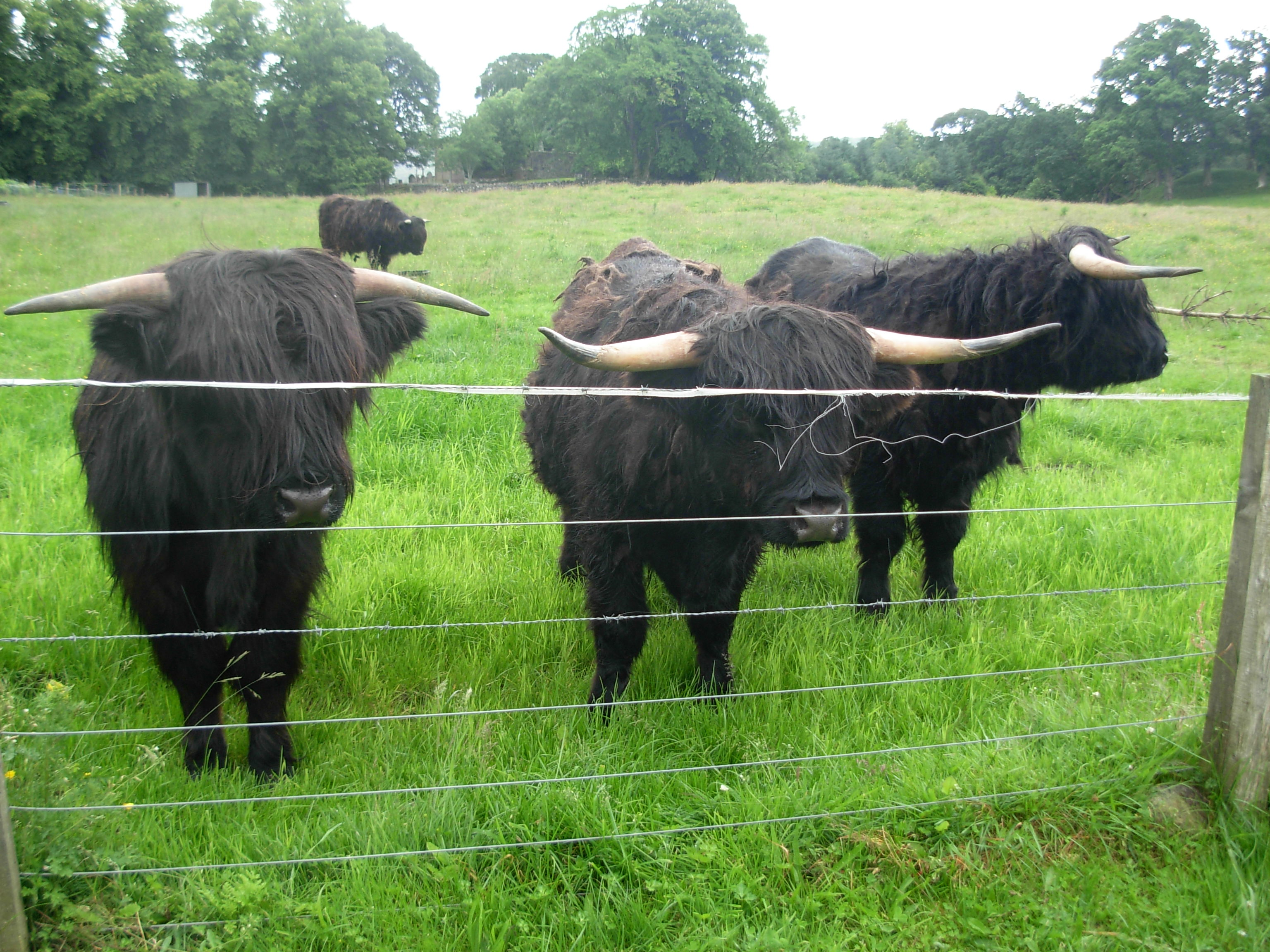
Des vaches highland à Invermoriston

## liens externes
- Notices d'autorité :   - VIAF